# Majków Mały
Majków Mały (prononciation [ˈmai̯kuf ˈmawɨ]) est un village de la gmina de Grabica, du powiat de Piotrków, dans la voïvodie de Łódź, situé dans le centre de la Pologne.
Il se situe à environ 14 kilomètres au nord-est de Grabica (siège de la gmina), 24 kilomètres au nord de Piotrków Trybunalski (siège du powiat) et 23 kilomètres au sud-est de Łódź (capitale de la voïvodie).

## Administration
De 1975 à 1998, le village était attaché administrativement à l'ancienne voïvodie de Piotrków.
Depuis 1999, il fait partie de la nouvelle voïvodie de Łódź.